# Parque nacional de Xuân Sơn
El Parque nacional de Xuan Son (en vietnamita: Vườn quốc gia Xuân Sơn) es un parque nacional del distrito de Thanh Son, en la provincia de Phu Tho, del país asiático de Vietnam. Fue establecido el 9 de agosto de 1986 como una reserva natural, y tiene una superficie de 150,48 kilómetros cuadrados.
El parque se encuentra en el extremo sureste de las montañas de Hoang Lien, 45 kilómetros al suroeste de la confluencia del Río Rojo y el Río Negro.